# Amszterdam-Schiphol repülőtér
Az Amszterdam-Schiphol repülőtér (IATA: AMS, ICAO: EHAM), hétköznapi nevén Schiphol repülőtér (holland: Luchthaven Schiphol) Amszterdam repülőtere, egyben pedig Hollandia legfőbb nemzetközi repülőtere. A várostól 9,1 km-re helyezkedik el délnyugati irányban, Haarlemmermeer önkormányzat területén, Észak-Hollandban. 2022-ben a világ harmadik legforgalmasabb repülőtere volt a nemzetközi utasok számát nézve. 2019-ben közel 72 millió utassal Európa harmadik legforgalmasabb repülőtere volt az utasforgalmat nézve és a legforgalmasabb gépmozgások szempontjából.
A Schiphol a KLM és a KLM Cityhopper, illetve a Corendon Dutch Airlines, a Martinair, a Transavia és a TUI fly Netherlands központja. A repülőtér emellett az EasyJet bázisrepülőtere is.
A repülőtér 1916. szeptember 16-án nyílt meg katonai bázisként. Az első világháború végével elkezdődött a repülőtér polgári használata is és előbb-utóbb teljesen elvesztette katonai szerepét is. 1940-re már négy aszfaltozott kifutópálya állt rendelkezésre. Azonban ugyanebben az évben a német hadsereg elfoglalta a repülőteret és átnevezte azt Fliegerhorst Schiphol-ra. A repülőtér a bombázások következtében elpusztult, de a háború végén hamar újjáépítették. 1949-ben el lett döntve, hogy a Schiphol lesz Hollandia legfőbb repülőtere. 1994-ben épült a repülőtér egyetlen három részre osztott utasterminálja. 2020-ban a Schiphol repülőteret Nyugat-Európa legjobb repülőterének választották.
Az erős forgalom és a magas leszállási díjak miatt a diszkont légitársaságok többsége kerüli a repteret, így ezek a járatok elsősorban a rotterdami és az eindhoveni reptereket használják. Ennek ellenére azért néhány diszkont légitársaság (pl.: easyJet, Eurowings) mégis használja.

## Kifutók
| Kifutó  | Hosszúság (m) | Név               | Felület |
| ------- | ------------- | ----------------- | ------- |
| 18R/36L | 3 800         | Polderbaan        | Aszfalt |
| 06/24   | 3 500         | Kaagbaan          | Aszfalt |
| 09/27   | 3 453         | Buitenveldertbaan | Aszfalt |
| 18L/36R | 3 400         | Aalsmeerbaan      | Aszfalt |
| 18C/36C | 3 300         | Zwanenburgbaan    | Aszfalt |
| 04/22   | 2 014         | Oostbaan          | Aszfalt |

## Légitársaságok
A négy kisebb részre osztott terminál az alábbiak szerint "kezeli" a járatokat:
- "1-es terminál" (B és C részekre oszlik fel): Schengeni és nem-schengeni járatok
- "2-es terminál" (D és E részekre oszlik fel): Schengeni (D) és nem-schengeni (D, E) járatok
- "3-as terminál" (F, G, H és M részekre oszlik fel): Schengeni (M) és nem-schengeni (F, G, H) járatok

A H és M részeket a diszkont légitársaságok használják.
| Légitársaság                                              | Célállomások |
| --------------------------------------------------------- | --- |
| Aegean Airlines                                           | Athén |
| Aer Lingus                                                | Cork, Dublin |
| Aeroméxico                                                | Mexikóváros |
| Air Arabia                                                | Fez, Nador, Tanger |
| Air Astana                                                | Atyrau |
| Air Canada                                                | Toronto–Pearson Szezonális: Montréal–Trudeau |
| Air Europa                                                | Madrid |
| Air France                                                | Lyon (2023. október 29-től), Marseille (2023. október 28-ig), Párizs-Charles de Gaulle |
| Air India                                                 | Delhi |
| Air Malta                                                 | Málta |
| Air Serbia                                                | Belgrád |
| Air Transat                                               | Szezonális: Montréal–Trudeau, Toronto–Pearson |
| airBaltic                                                 | Palanga (2024. május 29-től), Riga, Tallinn, Tampere, Vilnius |
| Amelia International                                      | Strasbourg |
| American Airlines                                         | Philadelphia Szezonális: Dallas/Fort Worth |
| AnadoluJet                                                | Ankara, Isztambul–Sabiha Gökçen |
| Arkia                                                     | Tel-Aviv |
| Austrian Airlines                                         | Bécs Szezonális: Innsbruck (2024. január 27-től) |
| British Airways                                           | London–City, London–Gatwick, London–Heathrow |
| Bulgaria Air                                              | Szófia |
| Cathay Pacific                                            | Hongkong |
| China Airlines                                            | Tajpej–Taojüan |
| China Eastern Airlines                                    | Sanghaj–Putung |
| China Southern Airlines                                   | Kanton, Peking–Tahszing, Sencsen |
| Corendon Dutch Airlines                                   | Antalya, Curaçao (2023. november 3-tól), Gran Canaria, Gurdaka, Tenerife Sur Szezonális: Banjul, Bodrum, Burgasz, Dalaman, Gazipaşa, Ibiza, Iráklio İzmir, Korfu, Kosz, Mítilene, Palma de Mallorca, Préveza, Rodosz, Számosz, Zákinthosz |
| Croatia Airlines                                          | Zágráb Szezonális: Split |
| Delta Air Lines                                           | Atlanta, Boston, Detroit, Minneapolis/St. Paul, New York-JFK, Portland (OR), Salt Lake City, Seattle/Tacoma Szezonális: Orlando |
| easyJet                                                   | Alicante, Bázel/Mulhouse, Belfast-nemzetközi, Bergamo, Berlin-Brandenburg, Birmingham, Bristol, Edinburgh, Faro, Fuerteventura, Genf, Glasgow, Gran Canaria, Koppenhága, Lisszabon, Liverpool, London–Gatwick, London–Luton, London Southend, London–Stansted, Málaga, Manchester, Milánó-Linate, Milánó-Malpensa, Nápoly, Nizza, Prága, Tel-Aviv, Velence Szezonális: Akaba (2023. november 1-től), Catania, Dubrovnik, Gurdaka, Ibiza, Innsbruck, Jersey, Kefaloniá, Korfu, Lanzarote, Marrákes, Míkonosz, Olbia, Palermo, Palma de Mallorca, Pisa, Póla, Rodosz, Rovaniemi repülőtér (2023. december 14-től), Salzburg, Sarm es-Sejk, Split, Tenerife Sur, Zára |
| EgyptAir                                                  | Kairó |
| El Al                                                     | Tel-Aviv |
| Emirates                                                  | Dubaj |
| Etihad Airways                                            | Abu-Dzabi |
| Eurowings                                                 | Hamburg, Stuttgart Szezonális: Salzburg (2023. december 1-től) |
| EVA Air                                                   | Bangkok–Szuvarnabhumi, Tajpej–Taojüan |
| Finnair                                                   | Helsinki |
| Flybe                                                     | Exeter, Southampton |
| Garuda Indonesia                                          | Dubaj, Jakarta-Soekarno-Hatta |
| Georgian Airways                                          | Tbiliszi |
| Iberia                                                    | Madrid |
| Icelandair                                                | Reykjavík, Keflavík |
| Iran Air                                                  | Teherán-Imam Khomeini |
| Israir                                                    | Tel-Aviv (szezonális) |
| ITA Airways                                               | Milánó-Linate, Róma-Fiumicino |
| Jet2.com                                                  | Leeds/Bradford |
| Kenya Airways                                             | Nairobi |
| KLM                                                       | Aberdeen, Abu Dhabi, Abuja, Accra, Addisz-Abeba, Almaty, Aruba, Athén, Atlanta, Bahrein, Bangkok-Suvarnabhumi, Barcelona, Peking, Bergen, Berlin-Tegel, Birmingham, Bonaire, Bukarest-Otopeni, Budapest, Kairó, Calgary, Fokváros, Chengdu, Chicago-O'Hare, Koppenhága, Curaçao, Dallas-DFW, Damaszkusz, Dammam, Dar es Salaam, Delhi, Denpasar/Bali, Doha, Dubai, Edinburgh, Entebbe, Genf, Glasgow-International, Göteborg-Landvetter, Guayaquil, Hangzhou, Helsinki, Hongkong, Houston-Intercontinental, Isztambul-Atatürk, Jakarta-Soekarno-Hatta, Johannesburg, Kano, Khartoum, Kijev-Boryspil, Kilimanjaro, Kuala Lumpur, Kuwait, Kigali (október 31-től), Lagos, Lima, Lisszabon, London-Heathrow, Los Angeles, Madrid, Manchester, Manila, Mexikóváros, Milánó-Linate, Milánó-Malpensa, Montréal-Trudeau, Moszkva-Sheremetyevo, München, Muscat, Nairobi, New York–JFK, Nápoly, Oszaka-Kansai, Oslo-Gardermoen, Panama City, Paramaribo, Párizs-Charles de Gaulle, Quito, Róma-Fiumicino, Szent Maarten, Szentpétervár, San Francisco, São Paulo-Guarulhos, Szöul-Incheon, Shanghai-Pudong, Szingapúr, Stockholm-Arlanda, Taipei-Taoyuan, Teherán-Imam Khomeini, Tel Aviv, Tokió-Narita, Toronto-Pearson, Tripoli, Vancouver, Bécs, Varsó, Washington-Dulles, Zürich |
| KLM Cityhopper Üzemeltetve a KLM által                    | Aberdeen, Bergen, Berlin-Tegel, Billund, Birmingham, Bologna, Bordeaux, Bréma, Bristol, Brüsszel, Cardiff, Köln, Durham-Tees Valley, Düsseldorf, Edinburgh, Frankfurt, Genf, Glasgow-International, Göteborg-Landvetter, Hamburg, Hannover, Hull, Kristiansand, Leeds/Bradford, Linköping, Liverpool, London-Heathrow, Luxemburg, Manchester, Marseille, München, Newcastle upon Tyne, Nápoly, Norwich, Nürnberg, Sandefjord, Stavanger, Stuttgart, Toulouse, Trondheim, Velence-Marco Polo, Bécs, Varsó, Zürich |
| PrivatAir Üzemeltetve a KLM által                         | Houston-Intercontinental |
| Korean Air                                                | Madrid, Szöul-Incheon |
| LOT                                                       | Varsó |
| Lufthansa                                                 | Frankfurt |
| Lufthansa Regional Üzemeltetve a Lufthansa CityLine által | Hamburg, München |
| Malaysia Airlines                                         | Kuala Lumpur |
| Martinair                                                 | Aruba, Cancun, Curaçao, Havanna, Mombasa, Orlando (január 15-ig), Puerto Plata, Punta Cana, Varadero |
| Meridiana                                                 | Firenze |
| Norwegian                                                 | Koppenhága, Oslo-Gardermoen |
| Onur Air                                                  | Antalya, Bodrum, Dalaman |
| Pakistan International Airlines                           | Iszlámábád, Lahor |
| Pegasus Airlines                                          | Antalya, Dalaman, Isztambul-Sabiha Gökçen |
| IZair Üzemeltetve a Pegasus Airlines által                | İzmir |
| Rossiya                                                   | Szentpétervár |
| Royal Air Maroc                                           | Al Hoceima (szezonális), Casablanca, Nador, Oujda (szezonális), Tanger |
| Royal Jordanian                                           | Amman-Queen Alia |
| Scandinavian Airlines                                     | Koppenhága, Oslo-Gardermoen, Stockholm-Arlanda |
| Singapore Airlines                                        | Szingapúr |
| Sky Airlines                                              | Antalya, Dalaman |
| SmartWings                                                | Prága (október 31-től) |
| Sun d'Or International Airlines                           | Tel Aviv (szezonális) |
| SunExpress                                                | Antalya, İzmir, Isztambul-Sabiha Gökçen |
| Surinam Airways                                           | Paramaribo |
| Swiss                                                     | Zürich |
| Syrian Air                                                | Aleppo, Damaszkusz |
| TACV                                                      | Sal |
| TAP Portugal                                              | Lisszabon, Porto (szezonális) |
| TAROM                                                     | Bukarest-Otopeni |
| Transavia                                                 | Agadir, Alicante, Almeria, Antalya, Barcelona, Berlin-Tegel, Bodrum, Catania, Dalaman, Djerba, Enfidha, Faro, Fuerteventura, Funchal, Innsbruck, Isztambul-Sabiha Gökçen, İzmir, Jerez de la Frontera, Las Palmas de Gran Canaria, Lisszabon, Malaga, Marrakesh, Menorca, Montpellier, Nápoly, Nice, Pisa, Olbia, Santa Cruz de la Palma, Taba, Tenerife-South, Valencia, Velence-Treviso Szezonális: Biarritz, Burgas, Chania, Korfu, Heraklion, Hurghada, Ibiza, Kefallonia, Kithira, Kos, Lesbos, Palma de Mallorca, Preveza/Lefkas, Rodosz, Rovaniemi, Salzburg, Sharm el-Sheikh, Várna, Zakynthos |
| Tunisair                                                  | Tunis |
| Turkish Airlines                                          | Ankara, Isztambul-Atatürk, Kayseri (szezonális) |
| Anadolujet Üzemeltetve az Anadolujet által                | Ankara, Isztambul-Sabiha Gökçen (október 29-ig) |
| Ukraine International Airlines                            | Kijev-Boriszpil |
| United Airlines                                           | Chicago-O'Hare, Washington-Dulles |
| Viking Hellas                                             | Athén |
| Vueling Airlines                                          | A Coruña (október 30-ig), Barcelona, Bilbao, Ibiza, Málaga (szezonális), Sevilla (szezonális), Valencia (szezonális) |

## Forgalom
Az utasforgalom az elmúlt években az alábbi módon változott:
| Utasok száma | 16 471 000 | 24 856 706 | 33 946 104 | 40 587 562 | 45 988 966 | 43 523 110 | 52 527 699 | 68 400 387 | 20 884 510 | 66 828 453 |
|              | 1990       | 1995       | 1998       | 2002       | 2006       | 2009       | 2013       | 2017       | 2020       | 2024       |

## Balesetek
- 1946. november 14-én a KLM által üzemeltetett londoni Douglas C-47 rossz időjárási körülmények között közelítette meg a Schipholt. Az első két landolási kísérlet kudarcot vallott. A harmadik kísérlet során a pilóta rájött, hogy a repülőgép nem megfelelő állásszögben érkezik a kifutópályára, ezért a repülőgép kis sebességgel éles bal kanyart hajtott végre, aminek következtében a bal szárny földet ért. A repülőgép lezuhant és kigyulladt, a fedélzeten tartózkodó mind a 26 ember meghalt.
- 1992. október 4-én az El Al 1862-es járat , a Tel-Aviv felé tartó Boeing 747-200 F típusú teherszállító repülőgép Schipholból való felszállás után mindkettő jobboldali motorját (3. és 4. számú) elvesztette, és egy apartmanházba csapódott Bijlmer szomszédságában, miközben megpróbált visszatérni a repülőtérre. Összesen 43 ember vesztette életét Hollandia legszörnyűbb légiszerencsétlenségében, köztük a repülőgép négyfős személyzete. Ezen haláleseteken kívül 11 személy súlyosan, 15 személy pedig könnyebben megsérült.
- 1994. április 4-én, a KLM Cityhopper Flight 433,[50] egy Saab 340 típusú gép Cardiffba tartva, visszatért Schiphol repülőtérre. A gép a földbe csapódott, a fedélzeten tartózkodó huszonnégy ember közül hárman meghaltak, köztük a kapitány. Kilenc másik személy súlyosan megsebesült.
- 2005. október 27-én a kitoloncolásra váró kábítószer-csempészek és menedékkérők fogvatartási központjában keletkezett tűzben 11 és megsebesült 15 ember.
- 2009. február 25-én, Turkish Airlines Flight 1951, egy Boeing 737-800-as típusú gép Isztambulból megközelítés során zuhant le, mindössze 1 km (0,6 mi)  a repülőtér Polderbaan kifutópálya előtt. A gépen 128 utas és 7 fős személyzet tartózkodott. 9 ember meghalt, további 86 megsebesült, közülük hat súlyos sérülést szenvedett. A halottak közül négyen a Boeing alkalmazottai voltak, akik részt vettek egy radar fejlesztésében Törökországban. A Holland Biztonsági Testület első jelentéséből kiderült, hogy a bal rádiómagasságmérő nem tudta biztosítani a megfelelő magasságot a talaj felett, és hirtelen −8,4 láb (-2,4 m) értéket jelentett. Ennek eredményeként az automatikus fojtószelep üresjáratba zárta a tolókarokat, mivel úgy van programozva, hogy csökkentsék a tolóerőt, ha 8,2 m rádiómagasság alatt van. Ez végül egy olyan légsebesség csökkenését eredményezte, amelyet csak akkor hajtottak végre, amikor túl késő volt a felépülés, és a repülőgép elakadt és lezuhant a mezőn.

## Képek

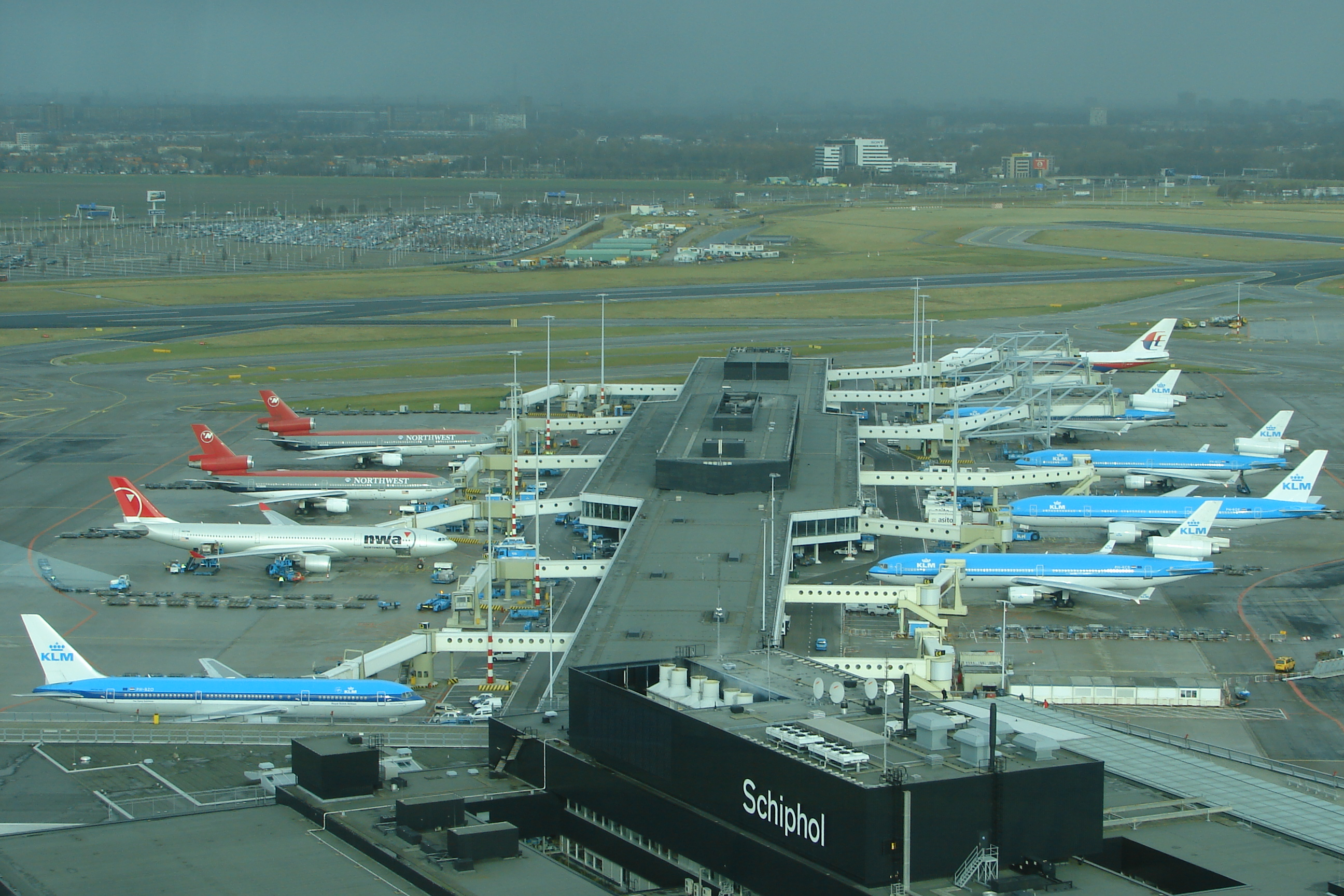
E terminál
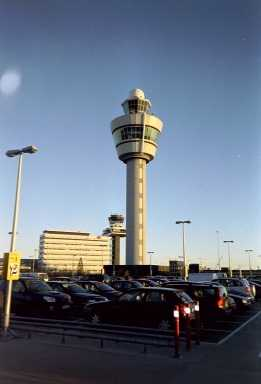
Irányítótorony
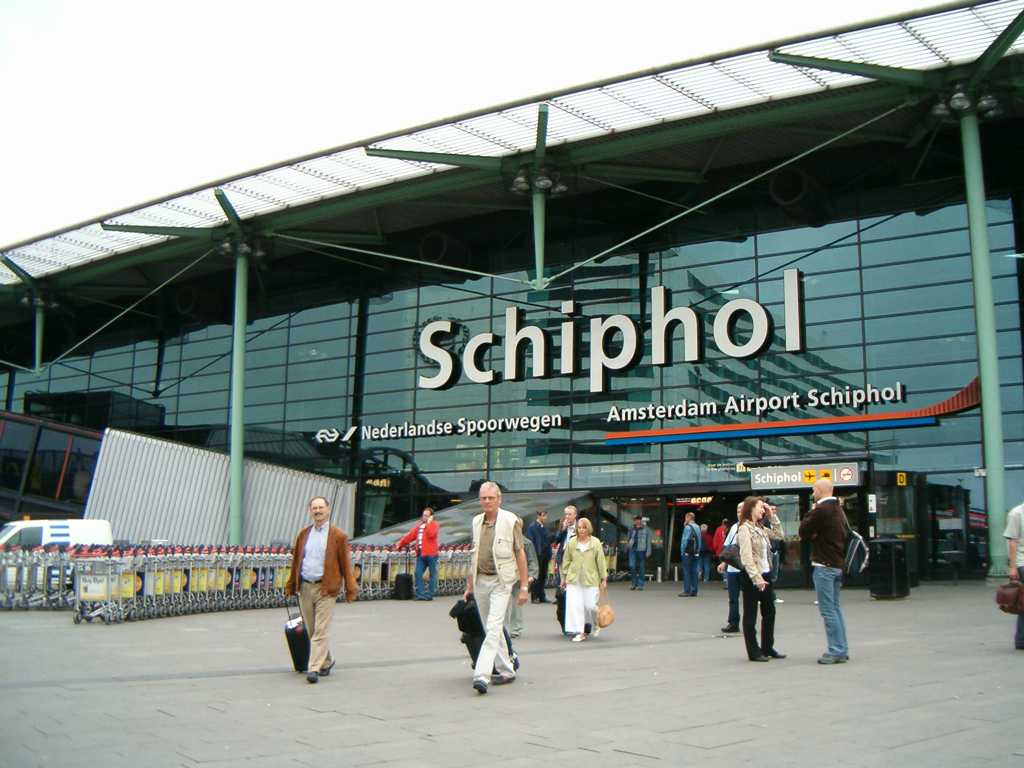
Főbejárat
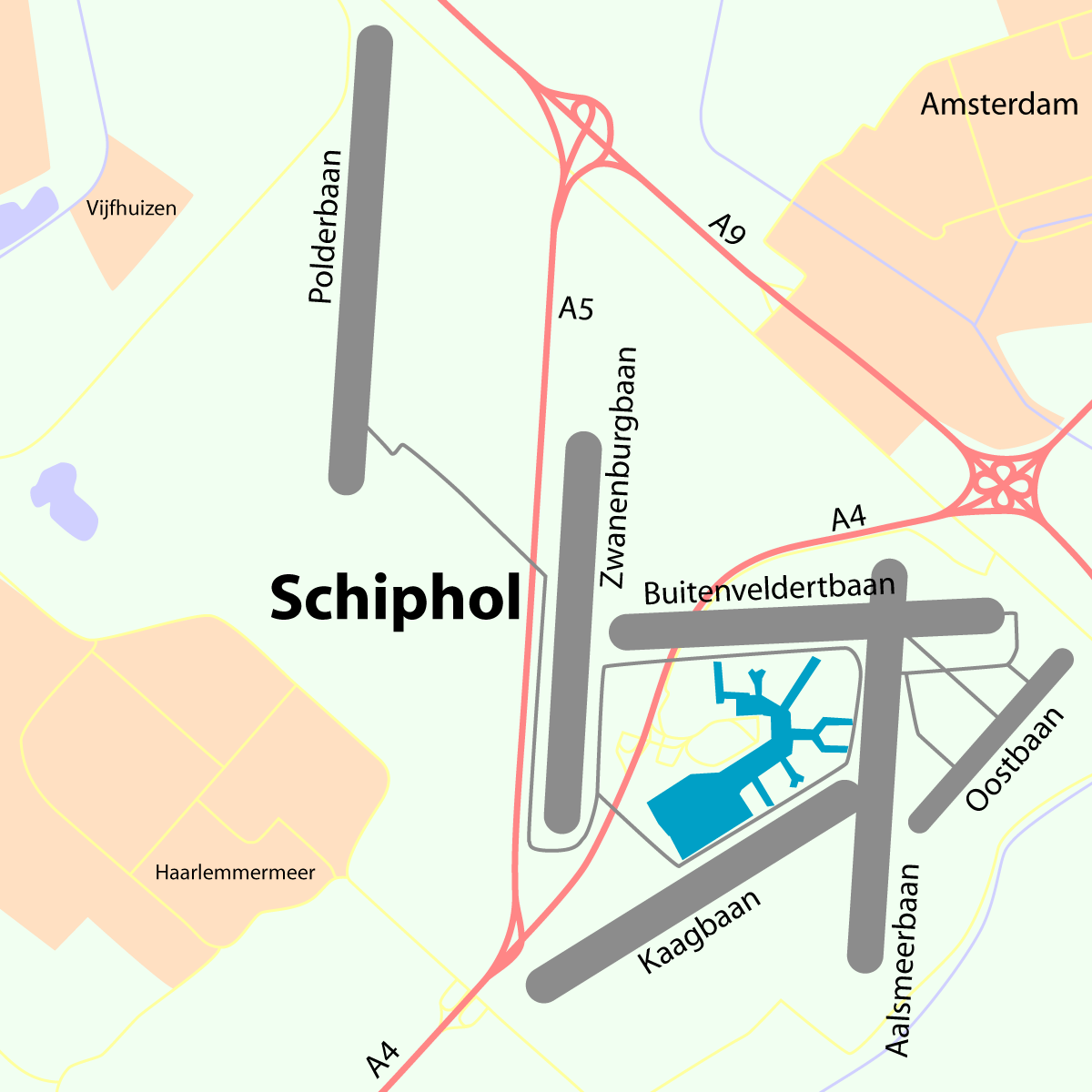
A reptér és környéke